# Monika Kozłowska
Monika Kozłowska – polska profesor nauk rolniczych, specjalista w zakresie fizjologii roślin, nauczyciel akademicki
Studia ukończyła na Wydziale Ogrodniczym Akademii Rolniczej w Poznaniu w 1973. Stopień doktora (1980) i doktora habilitowanego (1985) otrzymała na macierzystym wydziale. Tytuł profesora otrzymała w 2004. 
Prorektor ds. Studiów Uniwersytetu Przyrodniczego w Poznaniu (2008-2012 i 2012-2016). Członek Rady Naukowej Instytutu Dendrologii PAN. W 2019 otrzymała Medal im. Michała Oczapowskiego za wybitny wkład w rozwój fizjologii roślin.